# Крайнімет
Крайнімет (рум. Crainimăt) — село у повіті Бистриця-Несеуд в Румунії. Входить до складу комуни Шієу-Мегеруш.
Село розташоване на відстані 321 км на північний захід від Бухареста, 10 км на південний захід від Бистриці, 69 км на північний схід від Клуж-Напоки.

## Населення
За даними перепису населення 2002 року у селі проживали 830 осіб.
Національний склад населення села:
| Національність | Кількість осіб | Відсоток |
| -------------- | -------------- | -------- |
| румуни         | 626            | 75,4%    |
| цигани         | 200            | 24,1%    |

Рідною мовою назвали:
| Мова      | Кількість осіб | Відсоток |
| --------- | -------------- | -------- |
| румунська | 765            | 92,2%    |
| циганська | 61             | 7,3%     |